# Buick Estate
O Estate é uma perua de porte grande da Buick.